# Bombus kotzschi
Bombus kotzschi (saknar svenskt namn) är en insekt i överfamiljen bin (Apoidea) och släktet humlor (Bombus) som lever i Centralasien.

## Taxonomi
Artstatusen är osäker; den har ofta betraktats som en form av Bombus biroi (tidigare även kallad Bombus agnatus). DNA-analyser har troliggjort att den är en sann art, och Integrated Taxonomic Information System (ITIS) betraktar den som en sådan. Behovet av fortsatt DNA-analys betonas dock.

## Beskrivning
Bombus kotzschi har svart huvud med ljusare ansikte, speciellt hos hanen, och med en kort tunga. Mellankroppen är gul, medan de tre första tergiterna är svarta hos honorna (drottning och arbetare). Den första tergiten kan dock vara grå. Hos hanen är de två första tergiterna gula, och den tredje är svart. Resten av bakkroppen är orangeröd hos alla kasterna. Arten är inte speciellt stor; drottningen är omkring 16 mm lång, arbetarna 10 till 12 mm, och hanen 10 till 11 mm.

## Ekologi
Arten förekommer ovanligt på blomsterrika, torra gräsmarker i bergen.

## Utbredning
Utbredningsområdet utgörs av Transhimalaya, Afghanistan och Centralasien.